# Yuta Imazu
Yuta Imazu (今津 佑太 Imazu Yūta?, Minami-Alps, Yamanashi, 8 de julio de 1995) es un futbolista japonés que juega como defensa en el Sagan Tosu.

## Trayectoria

### Clubes
| Club                | País  | Año       |
| ------------------- | ----- | --------- |
| Ventforet Kofu      | Japón | 2018-2020 |
| Sanfrecce Hiroshima | Japón | 2021-2022 |
| V-Varen Nagasaki    | Japón | 2023      |
| Ventforet Kofu      | Japón | 2024      |
| Sagan Tosu          | Japón | 2024-     |

## Palmarés

### Títulos nacionales
| Título         | Club                | País  | Año  |
| -------------- | ------------------- | ----- | ---- |
| Copa J. League | Sanfrecce Hiroshima | Japón | 2022 |